# Texas Education Agency
La Texas Education Agency, abbreviata in TEA, è l'istituzione del governo del Texas responsabile per l'educazione.
Fu fondata nel 1949 e attualmente ha sede ad Austin, nel William B. Travis State Office Building.